# 반도 펠릭스
반도 바이파스 펠릭스(Vando Baifas Félix, 2002년 9월 3일 ~ )는 포르투갈 클럽 스포르팅 CP B의 포워드 로 활약하는 기니비사우의 프로 축구 선수이다.